# 安曇潤平
安曇 潤平（あずみ じゅんぺい、1958年 - ）は、日本の作家、登山家。
神奈川県横浜市出身。
2004年12月、怪談専門誌『幽』（メディアファクトリー）に「山の霊異記」を発表して作家デビュー。以来、兼業作家としての立場を保ちながら連載を続け、山行記の中に怪談を織り込む、山岳怪談という新たな境地を開拓した。また語りにも長けており山岳専門の怪談師やコメンテーターとしても活躍している。

## 人物
- サラリーマンが本業であり、いわゆる兼業作家である。
- 登山経験が豊富でありながら幼少の頃から非常に病弱で、群発頭痛をはじめとして、肺気胸、皮膚癌、急性肝炎、くも膜下出血、不安神経症等、生死にも関わる病気を数多く体験している。特にくも膜下出血発病時には危篤状態に陥り、搬送先の病院で「余命2時間」と宣告されながらも奇跡的に回復し、リハビリテーションを経た後、再び登山に復帰した。（本人ホームページ　現在は休止中）そのため自身の病気体験をもとにした怪談話も散見する。
- 2010年4月、読売巨人軍コーチの木村拓也がくも膜下出血により急死した際、フジテレビ『FNNスーパーニュース』にて自らの発病体験をもとにコメントを求められ、その体験談をニュース内で語った。
- くも膜下出血のリハビテーションを目的に開設した山岳紀行ホームページの中に、隠しページとして悪戯心で掲載した山岳怪談が、山を主題にした怪談作品を探していた作家加門七海を通して、創刊当時の怪談専門誌『幽』の編集長を務めていた東雅夫の目に留まり、そのまま怪談専門誌『幽』への連載が決定した。
- 同時期に別の山行を計画した山仲間が日程を変更するほどの、神がかり的な雨男と言われている。突然の豪雨による登山道崩落、大雪渓決壊、登山口最寄駅の水没、登山口に通じる国道の閉鎖、あるいは登山口に向かうためにマイカーで通過したと同時に発生した、突然の落雷による蓼科市街地の大規模停電等、雨男ぶりに関するエピソードが複数ある（『幽』vol.004より引用）。
- 酒豪、美食家と言われている。現在のようにSNSが普及しておらず『インスタ映え』というブームなど皆無だったホームページ全盛時代、居酒屋や料理屋の写真を撮影してインターネット上に紹介することは皆無に近かった。そんな時代に、山から下りた後、ガイドブックに頼らずふらりと立ち寄って気に入った店で、店主に断りなく隠れて撮った郷土料理や地酒の写真を山行記に絡めて自身のサイトで無断で紹介していた（本人ホームページより）。登山系ホームページが、登山開始から下山までの記録を紹介していたものが大半だったその当時、登山記録にまったくこだわらず、下山後の山麓の街での楽しみ方を写真と文章で紹介したホームページは、斬新なものとして登山愛好者の中で評判となり、ホームページで紹介された店を訪ねる登山客が殺到した。店にとって訪れる客が突然増えたことは青天の霹靂であり、客からその理由を知らされた、北アルプスの登山口である長野県松本市や安曇野の居酒屋をはじめとした飲食店で安曇潤平探しが始まり、その正体を見破った店からはカリスマ的な扱いを受けていた時期があったらしい。
- 重度の座骨神経痛や胃腸病を発症して、最近は登山から離れてもっぱら海釣りに趣向を移しているとトークショーなどで本人が発言している。特に西伊豆の土肥温泉や千葉の君津港付近の釣り場で会話を交わしたという地元ファンの報告が多発している。『幽』VOL.25に掲載された夢枕獏氏との対談においても山の怪異の話を主題としていながらその実、海釣りの話で盛り上がっていた。

## 作風
山を舞台とした、特異な怪談を書き続けている。基本的に自らの登山経験を基にして執筆しているためか、怪談でありながら山の情景描写と読後感には独特の味わいがある。実際の山名表記は避けているようだが（最近は山名を書くことも増えている）北アルプスを舞台としたと思われる作品が多い。また筆者の地元である、丹沢連峰や道志山塊あるいは箱根外輪山らしき山の描写も度々登場する。分類上、実話怪談として紹介されているが、本人は「実話という骨子に、山の情景描写や登場人物の会話などを肉付けしており、書かれている内容の全てが実話ではない」と発言している。

## 作品リスト

### 〈山の霊異記〉シリーズ
- 『赤いヤッケの男』（メディアファクトリー、幽ブックス） 2008年2月 
2010年4月 文庫化 MF文庫ダ・ヴィンチ
2017年7月 文庫化 角川文庫
- 『黒い遭難碑』（メディアファクトリー、幽ブックス） 2010年6月
2013年4月 文庫化 MF文庫ダ・ヴィンチ
2018年5月 文庫化 角川文庫
- 『ヒュッテは夜嗤う』（メディアファクトリー、幽ブックス） 2013年5月
2016年7月 改題文庫化 角川文庫『幻惑の尾根』
- 『霧中の幻影』（KADOKAWA） 2016年7月
2019年7月 文庫化 角川文庫
- 『ケルンは語らず』（KADOKAWA） 2018年2月
2020年7月 文庫化 角川文庫

### 実話ホラー
- 『死霊を連れた旅人』（大和書房、だいわ文庫） 2016年8月

### 漫画（原作）
- 『 山怪談（神々の山・魔境の嶺）』（HONKOWA、朝日新聞出版） 2018年3月

### アンソロジー
「」内が安曇潤平の作品
- 『男たちの怪談百物語』（幽ブックス、2010年10月）「渡し舟」他
- 『怪談実話 FKB饗宴2』（竹書房文庫、2011年12月）「赤い靴」

#### 「怪談実話系」シリーズ
- 『怪談実話系 書き下ろし怪談文芸競作集』（MF文庫ダ・ヴィンチ、2008年6月）「顔なし地蔵」
- 『怪談実話系2 書き下ろし怪談文芸競作集』（MF文庫ダ・ヴィンチ、2009年6月）「青い空の記憶」
- 『怪談実話系3 書き下ろし怪談文芸競作集』（MF文庫ダ・ヴィンチ、2010年2月）「霧幻魍魎」
- 『怪談実話系4 書き下ろし怪談文芸競作集』（MF文庫ダ・ヴィンチ、2010年6月）「隧道」
- 『怪談実話系7 書き下ろし怪談文芸競作集』（MF文庫ダ・ヴィンチ、2012年2月）「境界線」
- 『怪談実話系ベスト・セレクション』（MF文庫ダ・ヴィンチ、2012年7月）「顔なし地蔵」
- 『怪談実話系 魔 書き下ろし怪談文芸競作集』（MF文庫ダ・ヴィンチ、2013年2月）「豹変の山」
- 『ずっと、そばにいる 競作集・怪談実話系』 (角川文庫、2014年3月) 「顔なし地蔵」
- 『そっと、抱きよせて 競作集・怪談実話系』 (角川文庫、2014年7月)「霧中の幻影」

#### 「鳥肌ゾーン」シリーズ
- 『鳥肌ゾーン(1) コックリさん』（ポプラ社、2012年10月）「シンバル」
- 『鳥肌ゾーン(2) うずまき』（ポプラ社、2013年2月）「いたずら書き」
- 『鳥肌ゾーン(3) 後ろにいるよ』（ポプラ社、2013年6月）「赤いダルマ」
- 『鳥肌ゾーン(4) くびだけだよ』（ポプラ社、2013年10月）「山の鐘」
- 『鳥肌ゾーン(5) 腹話術』（ポプラ社、2014年2月）「腹話術」
- 『鳥肌ゾーン(6) くらやみ』（ポプラ社、2014年6月）

### 連載
- 「山の霊異記」（『幽』） 2004年12月 - 2018年12月
- 「神々の山・魔境の嶺」（原作、HONKOWA、朝日新聞出版） 2014年9月 -
- 「山の霊異記」（『幽と怪』） 2023年10月

特別寄稿「銀竜草」（『幽と怪』キノコ特集） 2019年10月

## 雑誌記事
- 死に至る「病」の現実度（扶桑社、『SPA!』2005年4月12日号）
- J岳駐車場（メディアファクトリー、『ダ・ヴィンチ』 2006年8月号）特集・背筋も凍る新作怪談
- ふたたび山を目指して（地方公務員等ライフプラン協会、『ALPS』 2007年6月号）
- 幽霊は僕らの味方なのか!?（リクルート、『R25.jp』 2009年5月16日号）
- インタビュー・山の神秘と怪異について（朝日新聞社、『ほんとにあった怖い話』 2010年3月号）
- インタビュー・ひと（JWAF、『登山時報』 2010年12月号）
- 随筆・山と怪談（社会保険研究所、『年金時代』 2011年7月号）
- あの職業の人に訊く（私のおすすめ文庫）この一作（メディアファクトリー、『ダ・ヴィンチ』 2011年11月号）
- インタビュー・作家に訊く物語の作法（メディアファクトリー、『ダ・ヴィンチ』 2012年2月号）
- 寄稿・安曇潤平が選ぶ山の怪異を楽しむ文庫ベスト3　対談・安曇潤平×宍戸レイ（メディアファクトリー、『ダ・ヴィンチ』 2013年7月号）
- 暴風雨（メディアファクトリー、『ダ・ヴィンチ』2013年9月号）特集・稲川淳二が贈る真夏の怖い話
- 安曇さんのちょっと不思議な”山怪談“（枻出版社、『PEAKS』 2019年3月号 登山者図鑑）
- キャンプがしたい（マガジンハウス、『POPEYE』 2019年9月号）

## 写真寄稿
- 目からウロコの空海と真言宗（学研、2006年1月）福田亮成監修
- あるく（クラブツーリズム、2007年1月 - 9月号）春陽の野山を歩く
- あるく（クラブツーリズム、2008年11月 - 2009年7月号）秋から早春の山旅号

## 講演その他
- 健康と生きがい『くも膜下出血の闘病記』（神奈川県庁）2008年1月
- 怪談ノ宴（きゅりあん）2009年9月
- 七夜月の怪談祭り（阿佐ヶ谷ロフト）2010年7月
- 東西花形怪談競（深川江戸資料館）2012年8月
- 男だらけの怪談祭り!（お台場・東京カルチャーカルチャー）2012年12月
- 安曇潤平 真夏の山岳ライブ（銀座NAGANO）2016年8月
- 安曇潤平 真夏の夜の山岳怪談ライブ2017（銀座NAGANO）2017年8月
- 安曇潤平×東雅夫 真夏の夜の山岳怪談ライブ2018（銀座NAGANO）2018年8月
- 山の霊異記～山の不思議トークショー(高尾599ミュージアム）2019年8月

## メディア出演
- しょこ♥リータ（テレビ東京）

ホラリータ・ナイトNo.1怪談師決定戦（2009年3月18日）
ホラリータ・ナイト（2009年2月4日 - 2月11日）
- 99プラス（日本テレビ）

99プラス（未公開映像特集）（2009年8月4日）
- BS ホラーナイト（NHK衛星第二放送）

最恐!怪談夜話（2009年8月22日）
- インターネットTVあっ!とおどろく放送局

見たい!出たい!作りたい!（真夏のホラースペシャル）（2010年7月10日）
- BS ホラーナイト（NHK衛星第二放送）

最恐!怪談夜話2010（2010年8月7日）
- ニコニコ生放送

怪談文芸専門誌『幽』プレゼンツ怪談生中継!春の夜の実話祭り（2013年5月1日）
- CSエンタメ〜テレ

怪談のシーハナ聞かせてよ。（2016年1月25日）
- 水前寺清子情報館（BSフジ）

真夏の怪談ショー（2017年8月26日）
- CSエンタメ〜テレ

怪談のシーハナ聞かせてよ。（2019年4月8日）
- CSエンタメ〜テレ

怪談のシーハナ聞かせてよ。（2020年12月24日）
- 日テレプラスWEBチャンネル

松原タニシのいきなりホラー旅。（2021年6月29日）
- 日テレプラスWEBチャンネル

松原タニシのいきなりホラー旅。「2021年8月27日）
- 日テレプラスWEBチャンネル 松原タニシのいきなりホラー旅。最終的会スペシャル（2023年4月3日）電話出演
- CSエンタメ〜テレ

怪談のシーハナ聞かせてよ。（2023年8月）
- 「オカルトエンタメ大学」（2023年9月）

## ビデオ・DVD・テレビ原作
- 「怪奇蒐集者 安曇潤平」（DVD、楽創社） 2014年7月
- 「KADOKAWA怪談実話ドラマ 豹変の山」（原作、ひかりTV） 2016年1月
- 「怪奇蒐集者 安曇潤平」（DVD、楽創社） 2023年8月